# Nethinius dimidiatipes
Nethinius dimidiatipes là một loài bọ cánh cứng trong họ Cerambycidae.